# Липовка (Черниговская область)
Липовка (укр. Липівка) — село в Сновском районе Черниговской области Украины. Население 45 человек.
Расположено в лесистой местности на правом берегу Жеведы в 30 км к северо-западу от Городни, в 78 км от Чернигова и в 70 км к юго-западу от Гомеля.
По Жеведе проходит граница с Брянской областью России — на противоположном берегу находится село Новые Юрковичи. В 5 км к западу от села находится точка стыка границ России, Украины и Беларуси.
Автомобильных дорог с твёрдым покрытием нет.
Код КОАТУУ: 7425881002. Почтовый индекс: 15211. Телефонный код: +380 4654.

## Власть
Орган местного самоуправления — Горский сельский совет. Почтовый адрес: 15211, Черниговская обл., Сновский р-н, с. Горск, ул. Щорса, 41.